# Tärendö
Tärendö (meänkieli: Täräntö, finska: Täräntö/Tärentö, nordsamiska: Deargget) är en kyrkort i Tärendö socken i Norrbotten. Namnet har även använts för tätorten som fram till 1995 även omfattade byn byn Isokylä och därefter utgjorde en tätort utan kyrkorten.. År 2000 namnändrade SCB denna tätort till Tärendö då inte omfattade kyrkorten och som 2005 omklassades till en småort i Tärendö distrikt i Pajala kommun.
Tärendöälven, som avleder vatten från Torne älv, rinner ut i Kalixälven vid Tärendö.

## Historik
Byn grundades troligen på 1620-talet av Grels Tomasson (Jatko) från Savolax. Namnet kommer av läget vid Tärendöälven, vars ursprungliga samiska namn var Deargget. Älvens nuvarande samiska namn är Dearggeteatnu och därav har bebyggelsen Täräntö (försvenskat Tärendö) fått sitt namn. Ordet deargget är bildat till ett ord för en bifurkation, en trång passage som karakteriserar Tärendöälven. Den samiska efterleden eatnu betyder (stor) älv. På meänkieli är älvnamnet  Täränönväylä, där förleden Täränön är genitiv av Täräntö.

### Befolkningsutveckling
| Befolkningsutvecklingen i Tärendö/Isokylä 1960–2015 | Befolkningsutvecklingen i Tärendö/Isokylä 1960–2015 | Befolkningsutvecklingen i Tärendö/Isokylä 1960–2015 | Befolkningsutvecklingen i Tärendö/Isokylä 1960–2015 | Befolkningsutvecklingen i Tärendö/Isokylä 1960–2015 |
| --- | --------------------------------------------------- | --------------------------------------------------- | --------------------------------------------------- | --------------------------------------------------- |
| |                                                     |                                                     |                                                     |                                                     |
| År |                                                     |                                                     | Folkmängd                                           | Areal (ha)                                          |
| 1960 | 1960                                                |                                                     | 614                                                 | 277                                                 |
| 1965 | 1965                                                |                                                     | 642                                                 | 297                                                 |
| 1970 | 1970                                                |                                                     | 660                                                 | 297                                                 |
| 1975 | 1975                                                |                                                     | 577                                                 | 200                                                 |
| 1980 | 1980                                                |                                                     | 534                                                 | 202                                                 |
| 1990 | 1990                                                |                                                     | 404                                                 | 204                                                 |
| 1995 | 1995                                                |                                                     | 212                                                 | 39                                                  |
| 2000 | 2000                                                |                                                     | 208                                                 | 39                                                  |
| 2005 | 2005                                                |                                                     | 183                                                 | 39#                                                 |
| 2010 | 2010                                                |                                                     | 158                                                 | 39#                                                 |
| 2015 | 2015                                                |                                                     | 131                                                 | 48#                                                 |
| Anm.: Namnändring 1995 från Tärendö till Isokylä i samband med att tätortens yta minskades. Upphörde som tätort 2005. 2010 småorten benämnd Tärendö och Isokylä. # Som småort. |                                                     |                                                     |                                                     |                                                     |

I samband med tätortsavgränsningen 1975 avgränsades tätorten på den nya ekonomiska kartan. Vid tätortsavgränsningen 1995 minskades tätortens yta och den mindre tätorten fick namnet Isokylä av SCB. I publikationen anmärkte SCB att namn på tätorten inte var slutgiltigt fastställt och vid nästa tätortsavgränsning 2000 hette tätorten åter Tärendö. Vid tätortsavgränsningen 2005 räknades inte Tärendö längre som en tätort, då befolkningen understeg 200 invånare. Vid småortsavgränsningen 2005 bildades småorten Tärendö, omfattande samma yta som den tidigare tätorten.

## Samhället
I orten som är kyrkbyn i Tärendö socken ligger Tärendö kyrka samt ett hotell.
Festplatsen Tärendöholmen ligger i byn, ute på en ö mitt i bifurkationen.

## Näringsliv
I Tärendö finns Sveriges nordligast belägna kommersiella sågverk, Krekula & Lauri såg, som 2021 köptes av familjeföretaget Jutos Timber i Teurajärvi, också i Pajala kommun.

## Kultur
Stora delar av filmen Populärmusik från Vittula är inspelad i Tärendö.

## Kända personer från Tärendö
- Tage Alalehto, sociolog vid Umeå universitet
- Hasse Alatalo, journalist och musiker
- Charlotte Kalla, längdskidåkare
- Bruno Poromaa, politiker (S)
- Mats Winsa, arkitekt
- Jon Blåhed, regissör och manusförfattare